# Déspina Chatzivasilíou-Tsovíli
 (mars 2021).
Si vous disposez d'ouvrages ou d'articles de référence ou si vous connaissez des sites web de qualité traitant du thème abordé ici, merci de compléter l'article en donnant les références utiles à sa vérifiabilité et en les liant à la section « Notes et références ».
 (mars 2021).
La mise en forme du texte ne suit pas les recommandations de Wikipédia : il faut le « wikifier ».
Les points d'amélioration suivants sont les cas les plus fréquents. Le détail des points à revoir est peut-être précisé sur la page de discussion.
- Les titres sont pré-formatés par le logiciel. Ils ne sont ni en capitales, ni en gras.
- Le texte ne doit pas être écrit en capitales (les noms de famille non plus), ni en gras, ni en italique, ni en « petit »…
- Le gras n'est utilisé que pour surligner le titre de l'article dans l'introduction, une seule fois.
- L'italique est rarement utilisé : mots en langue étrangère, titres d'œuvres, noms de bateaux, etc.
- Les citations ne sont pas en italique mais en corps de texte normal. Elles sont entourées par des guillemets français : « et ».
- Les listes à puces sont à éviter, des paragraphes rédigés étant largement préférés. Les tableaux sont à réserver à la présentation de données structurées (résultats, etc.).
- Les appels de note de bas de page (petits chiffres en exposant, introduits par l'outil «  Source ») sont à placer entre la fin de phrase et le point final[comme ça].
- Les liens internes (vers d'autres articles de Wikipédia) sont à choisir avec parcimonie. Créez des liens vers des articles approfondissant le sujet. Les termes génériques sans rapport avec le sujet sont à éviter, ainsi que les répétitions de liens vers un même terme.
- Les liens externes sont à placer uniquement dans une section « Liens externes », à la fin de l'article. Ces liens sont à choisir avec parcimonie suivant les règles définies. Si un lien sert de source à l'article, son insertion dans le texte est à faire par les notes de bas de page.
- La présentation des références doit suivre les conventions bibliographiques. Il est recommandé d'utiliser les modèles {{Ouvrage}}, {{Chapitre}}, {{Article}}, {{Lien web}} et/ou {{Bibliographie}}. Le mode d'édition visuel peut mettre en forme automatiquement les références.
- Insérer une infobox (cadre d'informations à droite) n'est pas obligatoire pour parachever la mise en page.

Pour une aide détaillée, merci de consulter Aide:Wikification.
Si vous pensez que ces points ont été résolus, vous pouvez retirer ce bandeau et améliorer la mise en forme d'un autre article.
Déspina Chatzivasilíou-Tsovíli (en grec moderne : Δέσποινα Χατζηβασιλείου-Τσοβίλη) est une femme politique grecque née le 28 février 1967 à Athènes.
Elle est la Secrétaire Générale de l'Assemblée parlementaire du Conseil de l'Europe (APCE), un organe qui rassemble 306 parlementaires des parlements nationaux des 46 États membres du Conseil de l'Europe. Elle a été élue à ce poste en 2021 par les membres de l'Assemblée pour un mandat de cinq ans prenant effet le 1er mars 2021, et dirige un Secrétariat multinational d'environ 80 personnes basé à Strasbourg, en France. Elle est la première femme à occuper ce poste depuis la création de l'Assemblée en 1949, et la première personne de nationalité grecque.

## Vies publique et privée
Avant son élection, Déspina Chatzivasilíou-Tsovíli travaille au sein de l'APCE pendant 21 ans, dirigeant successivement les Secrétariats de la Commission de suivi et de la Commission des questions politiques de l'Assemblée. Elle commence sa carrière au Conseil de l'Europe en 1993 à la Commission européenne des droits de l'homme, et a également travaillé pour le Secrétariat de son organe exécutif, le Comité des Ministres.
Juriste de formation, elle est titulaire d'un Doctorat sur la Convention européenne des droits de l'homme de l'Institut universitaire européen de Florence, où elle a également été, de 1992 à 1993, l’assistante de recherche du juriste italien Antonio Cassese, premier Président du Tribunal pénal international pour l'ex-Yougoslavie et premier Président du Comité européen pour la prévention de la torture. Auparavant, elle a étudié le droit à l'Université d'Athènes. Elle parle couramment l'anglais, le français et l'italien, ainsi que sa langue maternelle, le grec, et a enseigné la guitare classique par le passé, lorsqu'elle était professeure de musique, entre 1984 et 1988. Chercheuse éditrice associée entre 1986 et 1993, elle est avocate de profession depuis 1994.
Elle est mariée et a deux enfants.

## Vision
Dans une lettre de motivation en ligne publiée avant son élection, Déspina Chatzivasilíou-Tsovíli a déclaré que ses priorités en tant que Secrétaire Générale seraient de réformer l'Assemblée afin de renforcer son impact dans les 46 États membres, en s'appuyant sur les synergies avec les parlements nationaux, en modernisant les méthodes de travail et en faisant le meilleur usage du potentiel du Conseil de l'Europe dans son ensemble.
Elle s'est engagée à maintenir le rôle essentiel de l'Assemblée en tant que forum de dialogue dans un environnement politique de plus en plus complexe et difficile : « J'ai la conviction que ce n'est qu'en travaillant ensemble que nous pouvons faire la différence [...] Je suis une fervente défenseure des valeurs de la démocratie, de l'État de droit et des droits humains que j'ai juré de servir ».

## Fonctions de la Secrétaire Générale de l'APCE
Conformément au Règlement de l'Assemblée Parlementaire du Conseil de l'Europe (APCE), la Secrétaire Générale veille à l'accomplissement du mandat de l’Assemblée en tant que bras parlementaire du Conseil de l'Europe, et assure le bon déroulement des travaux parlementaires . Elle dirige un Secrétariat qui assiste les membres de l'Assemblée – y compris son Président – dans leurs travaux, en préparant des rapports, en tenant des réunions et en effectuant des visites sur le terrain.
Alliant sens politique, compétence administrative, impartialité, intégrité personnelle et empathie, la Secrétaire Générale optimise le rôle de l'Assemblée en tant que forum de dialogue parlementaire et force motrice pour la défense des valeurs fondamentales du Conseil de l'Europe que sont les droits de l'homme, la démocratie et l'État de droit.